# Акецарі (комуна)
Акецарі (рум. Acățari) — комуна у повіті Муреш в Румунії. До складу комуни входять такі села (дані про населення за 2002 рік):
- Акецарі (1200 осіб) — адміністративний центр комуни
- Веленій (808 осіб)
- Геєшть (385 осіб)
- Груйшор (346 осіб)
- Корбешть (122 особи)
- Мурджешть (494 особи)
- Ротень (814 осіб)
- Стежеріш (355 осіб)
- Сувейка (257 осіб)

Комуна розташована на відстані 254 км на північний захід від Бухареста, 9 км на південний схід від Тиргу-Муреша, 85 км на схід від Клуж-Напоки, 118 км на північний захід від Брашова.

## Населення
За даними перепису населення 2002 року у комуні проживала 4781 особа.
Національний склад населення комуни:
| Національність | Кількість осіб | Відсоток |
| -------------- | -------------- | -------- |
| угорці         | 4424           | 92,5%    |
| цигани         | 281            | 5,9%     |
| румуни         | 75             | 1,6%     |
| німці          | 1              | < 0,1%   |

Рідною мовою назвали:
| Мова      | Кількість осіб | Відсоток |
| --------- | -------------- | -------- |
| угорська  | 4455           | 93,2%    |
| циганська | 254            | 5,3%     |
| румунська | 72             | 1,5%     |

Склад населення комуни за віросповіданням:
| Релігія                                       | Кількість осіб | Відсоток |
| --------------------------------------------- | -------------- | -------- |
| реформати                                     | 3938           | 82,4%    |
| римо-католики                                 | 402            | 8,4%     |
| адвентисти                                    | 81             | 1,7%     |
| унітарії                                      | 65             | 1,4%     |
| православні                                   | 59             | 1,2%     |
| не релігійні                                  | 50             | 1,0%     |
| бретрени                                      | 31             | 0,6%     |
| греко-католики                                | 23             | 0,5%     |
| п'ятдесятники                                 | 10             | 0,2%     |
| баптисти                                      | 4              | 0,1%     |
| лютерани (Синодально-пресвітеріанська церква) | 1              | < 0,1%   |
| лютерани                                      | 1              | < 0,1%   |
| атеїсти                                       | 1              | < 0,1%   |
| не вказали релігію                            | 23             | 0,5%     |